# Joel Valencia
Pour les articles homonymes, voir Valencia.
César Joel Valencia Castillo, dit Joel Valencia, né le 16 novembre 1994 à Quinindé en Équateur, est un footballeur équatorien. Il évolue au poste d'ailier au Zagłębie Sosnowiec.

## Biographie

### En club
Le 28 août 2011, Joel Valencia fait ses débuts pour Real Saragosse. 
Le 31 juillet 2019, il rejoint le club anglais de Brentford FC.
Le 16 septembre 2020, il est prêté au Legia Varsovie.

## Palmarès

### En club
- Champion de Pologne en 2019 avec le Piast Gliwice

### Distinctions personnelles
- Meilleur joueur du Championnat de Pologne en 2019
- Membre de l'équipe-type du Championnat de Pologne en 2019